# Liste des voies de Carvin
 (mars 2012).
Cet article recense les voies  de la ville de Carvin située dans le département du Pas de Calais en France
- Haut – A
- B
- C
- D
- E
- F
- G
- H
- I
- J
- K
- L
- M
- N
- O
- P
- Q
- R
- S
- T
- U
- V
- W
- X
- Y
- Z

## A
| Nom                             | Coordonnées                 | Observations                                 |
| ------------------------------- | --------------------------- | -------------------------------------------- |
| Abbé Pierre (Rue)               | 50° 29′ 45″ N, 2° 57′ 33″ E |                                              |
| Acacias (Allée des)             | 50° 36′ 21″ N, 3° 04′ 58″ E |                                              |
| Agadir (Rue d')                 | 50° 56′ 54″ N, 1° 50′ 09″ E |                                              |
| Albatros (Rue des)              | 50° 29′ 20″ N, 2° 58′ 01″ E |                                              |
| Albert Einstein (Rue)           |                             |                                              |
| Albert-Havez (Rue)              |                             | Maire de Carvin en 1945, syndicaliste mineur |
| Alexandre Dumas (Rue)           |                             |                                              |
| Alfred-Peugnet (Esplanade)      |                             | Ancien Maire de la Ville                     |
| Ambroise Paré (Rue)             |                             |                                              |
| Anatole France (Rue)            |                             |                                              |
| André Fougeron (Rue)            |                             |                                              |
| André Jouhaux (Rue)             |                             |                                              |
| Annœullin (Rue d')              |                             | ex Ruelle Cuvillon (1640)                    |
| Antoine Laurent Lavoisier (Rue) |                             |                                              |
| Antoine Saint-Just (Rue)        |                             |                                              |
| Ardequin (Chemin d')            |                             |                                              |
| Argelès (Rue d')                |                             |                                              |
| Arthur Lamendin (Rue) D 165     |                             | ex rue d'Oignies                             |
| Assonville (Chemin d')          |                             |                                              |
| Avenir (Rue de l’)              |                             | ex rue des Prisons (jusqu'en 1902)           |

- Haut – A
- B
- C
- D
- E
- F
- G
- H
- I
- J
- K
- L
- M
- N
- O
- P
- Q
- R
- S
- T
- U
- V
- W
- X
- Y
- Z

## B
| Nom                        | Lien Google map | Observations                     |
| -------------------------- | --------------- | -------------------------------- |
| Bannis (Chemin des)        |                 |                                  |
| Basse Ville (Chemin de la) |                 | Chemin agricole                  |
| Batna (Rue de)             |                 |                                  |
| Bayonne (Rue de)           |                 |                                  |
| Bengalis (Rue des)         |                 |                                  |
| Biarritz (Rue de)          |                 |                                  |
| Biskra (Rue de)            |                 |                                  |
| Blaise Pascal (Impasse)    |                 |                                  |
| Blida (Rue de)             |                 |                                  |
| Boileau (Impasse)          |                 |                                  |
| Bois-Cordier (Chemin)      |                 |                                  |
| Bône (Rue de)              |                 |                                  |
| Boulogne (Rue de)          |                 |                                  |
| Bouvreuils (Rue des)       |                 |                                  |
| Brique (Chemin de la)      |                 |                                  |
| Buqueux (Contour de)       |                 |                                  |
| Buqueux (Rue de)           |                 | en 1809 rue des vaches au marais |

- Haut – A
- B
- C
- D
- E
- F
- G
- H
- I
- J
- K
- L
- M
- N
- O
- P
- Q
- R
- S
- T
- U
- V
- W
- X
- Y
- Z

## C
| Nom                              | Lien Google map | Observations                               |
| -------------------------------- | --------------- | ------------------------------------------ |
| Calais (Rue de)                  |                 |                                            |
| Camille Desmoulins (Rue)         |                 |                                            |
| Carlos (Impasse)                 |                 |                                            |
| Carnin (Route de) D 147          |                 | ruelle Demonchy (1908)                     |
| Carnin (Ruelle de)               |                 |                                            |
| Casimir-Beugnet (Rue)            |                 | Délégué Mineur ; rue Thibaut (1931)        |
| Céret (Rue de)                   |                 |                                            |
| Chardonnerets (Rue des)          |                 |                                            |
| Charles Baudelaire (Rue)         |                 |                                            |
| Charles-Tellier (Rue)            |                 |                                            |
| Charmes (Rue des)                |                 |                                            |
| Clarieux (Chemin de)             |                 |                                            |
| Claude Chappe (Rue)              |                 |                                            |
| Claude Debussy (Rue)             |                 |                                            |
| Colibris (Rue des)               |                 |                                            |
| Colombes (Rue des)               |                 |                                            |
| Colverts (Rue des)               |                 |                                            |
| Convention (Rue de la)           |                 |                                            |
| Courrières (Route de) D919       |                 |                                            |
| Courrières à Epinoy (Sentier de) |                 |                                            |
| Coutures de Baussart (Chemin)    |                 |                                            |
| Crédit (Rue du)                  |                 |                                            |
| Croix-Morin (Impasse)            |                 |                                            |
| Cyprien-Quinet (Rue)             |                 | Premier député communiste du Pas de calais |

- Haut – A
- B
- C
- D
- E
- F
- G
- H
- I
- J
- K
- L
- M
- N
- O
- P
- Q
- R
- S
- T
- U
- V
- W
- X
- Y
- Z

## D
| Nom                         | Lien Google map | Observations                  |
| --------------------------- | --------------- | ----------------------------- |
| Delval (Rue)                |                 | Resistants carvinois fusillés |
| Delval (Impasse)            |                 |                               |
| Denis Papin (Rue)           |                 |                               |
| Dulcie September (Rue)      |                 |                               |
| Deportés (Rue des)          |                 |                               |
| Deûle (Rue de la)           |                 |                               |
| Dix-neuf mars 1962 (Rue du) |                 | ex rue de la Bouffeterie      |
| Douai (Chemin de)           |                 |                               |
| Dunkerque (Rue de)          |                 |                               |

- Haut – A
- B
- C
- D
- E
- F
- G
- H
- I
- J
- K
- L
- M
- N
- O
- P
- Q
- R
- S
- T
- U
- V
- W
- X
- Y
- Z

## E
| Nom                                              | Lien Google map | Observations                                                             |
| ------------------------------------------------ | --------------- | ------------------------------------------------------------------------ |
| Écussons (Chemin des)                            |                 |                                                                          |
| Édouard-Plachez (Rue) D 165                      |                 | alias rue du Centre ; M. Plachez était boulanger. Carte postale          |
| Égalité (Rue de l')                              |                 | rue de Bourech en 1569 puis rue du gibet (1633) ensuite rue du cimetiere |
| Église (Contour de l')                           |                 | View street ok                                                           |
| Églissières (Chemin des)                         |                 | alias chemin Graindor                                                    |
| Eiders (Rue des)                                 |                 |                                                                          |
| Élie-Cartan (Rue)                                |                 |                                                                          |
| Elsa Triolet (Impasse)                           |                 |                                                                          |
| Elsa Triolet (Rue)                               |                 |                                                                          |
| Émile Basly (Rue)                                |                 |                                                                          |
| Émile Verhaeren (Rue)                            |                 |                                                                          |
| Émile Zola (Rue) D165                            |                 | rue des Délices puis rue des Moulins (1902)                              |
| Ennecourt (Chemin d')                            |                 |                                                                          |
| Epinoy à la batterie d'Oignies (Chemin rural d') |                 |                                                                          |
| Epinoy à Oignies (Chemin rural d')               |                 |                                                                          |
| Ernest Renan (Rue)                               |                 |                                                                          |
| Estevelles (Chemin d')                           |                 |                                                                          |
| Estevelles (Route d') D 164E                     |                 |                                                                          |
| Estevelles (Petit chemin d')                     |                 |                                                                          |
| Étienne Dolet (Rue)                              |                 |                                                                          |
| Eugène Delacroix (Rue)                           |                 |                                                                          |
| Extérieur (Boulevard) D 919                      |                 |                                                                          |

- Haut – A
- B
- C
- D
- E
- F
- G
- H
- I
- J
- K
- L
- M
- N
- O
- P
- Q
- R
- S
- T
- U
- V
- W
- X
- Y
- Z

## F
| Nom                              | Lien Google map | Observations                                                                                   |
| -------------------------------- | --------------- | ---------------------------------------------------------------------------------------------- |
| Façade (Rue de la)               |                 |                                                                                                |
| Familia (Rue du)                 |                 |                                                                                                |
| Fauvettes (Rue des)              |                 |                                                                                                |
| Faux Puits (Impasse du)          |                 |                                                                                                |
| Faux Puits (Rue du)              |                 |                                                                                                |
| Fermont (Chemin du)              |                 |                                                                                                |
| Florent-Évrard (Impasse)         |                 | Syndicaliste                                                                                   |
| Florent-Évrard (Rue) D 925       |                 | anciennement Grand-Rue d'Épinoy, puis rue d'Arras                                              |
| Francis de Pressensé (Rue) D 165 |                 | Grand Rue avant 1789 puis rue Clemenceau en 1920                                               |
| Francisco Ferrer (Rue)           |                 | alias rue du Casino qui porta les noms de rue de la Cloche aux Morotraux et rue de la Chapelle |
| François Rabelais (Rue)          |                 |                                                                                                |
| François Villon (Rue)            |                 |                                                                                                |
| Foyer (Rue du)                   |                 |                                                                                                |
| Frégates (Rue des)               |                 |                                                                                                |
| Frête (Chemin de la)             |                 |                                                                                                |
| Fusillés (Impasse des)           |                 |                                                                                                |
| Fusillés (Rue des)               |                 | ex rue des petits chiens puis rue Basse ; rue Pétain pendant la guerre                         |

- Haut – A
- B
- C
- D
- E
- F
- G
- H
- I
- J
- K
- L
- M
- N
- O
- P
- Q
- R
- S
- T
- U
- V
- W
- X
- Y
- Z

## G
| Nom                                   | Lien Google map | Observations                             |
| ------------------------------------- | --------------- | ---------------------------------------- |
| Gâ (Rue)                              |                 |                                          |
| Gâcherie (Chemin de la)               |                 |                                          |
| Gare (Place de la)                    |                 | Anciennes Cartes Postales                |
| Gare (Rue de la)                      |                 | ex chemin de l'Autel puis rue des écoles |
| Gare prolongée (Rue de la)            |                 |                                          |
| Geais (Rue des)                       |                 |                                          |
| Georges Couthon (Place)               |                 |                                          |
| Georges-Jacques-Danton (Rue)          |                 |                                          |
| Général Édouard de Castelnau (Rue du) |                 |                                          |
| Gibet (Chemin du)                     |                 |                                          |
| Gilbert Romme (Rue)                   |                 |                                          |
| Gracchus Babeuf (Rue)                 |                 |                                          |
| Graveleine (Impasse)                  |                 |                                          |
| Groupement de l'entrée du bois        |                 |                                          |
| Gutenberg (Rue)                       |                 | Décheterie                               |

- Haut – A
- B
- C
- D
- E
- F
- G
- H
- I
- J
- K
- L
- M
- N
- O
- P
- Q
- R
- S
- T
- U
- V
- W
- X
- Y
- Z

## H
| Nom                      | Lien Google map | Observations         |
| ------------------------ | --------------- | -------------------- |
| Hallage (Chemin du)      |                 |                      |
| Hector Berlioz (Rue)     |                 |                      |
| Henri Barbusse (Impasse) |                 |                      |
| Henri Barbusse (Rue)     |                 |                      |
| Hirondelles (Rue des)    |                 |                      |
| Honoré de Balzac (Rue)   |                 |                      |
| Huit mai (Rue du)        |                 | ex Nouveau Boulevard |

- Haut – A
- B
- C
- D
- E
- F
- G
- H
- I
- J
- K
- L
- M
- N
- O
- P
- Q
- R
- S
- T
- U
- V
- W
- X
- Y
- Z

## I
| Nom                   | Lien Google map | Observations       |
| --------------------- | --------------- | ------------------ |
| Industrie (Rue de l') |                 | Parc du Mont Solau |

- Haut – A
- B
- C
- D
- E
- F
- G
- H
- I
- J
- K
- L
- M
- N
- O
- P
- Q
- R
- S
- T
- U
- V
- W
- X
- Y
- Z

## J
| Nom                               | Lien Google map | Observations                                                    |
| --------------------------------- | --------------- | --------------------------------------------------------------- |
| Jacobins (Rue des)                |                 |                                                                 |
| Jacques Prévert (Rue)             |                 |                                                                 |
| Jean de La Fontaine (Rue)         |                 |                                                                 |
| Jean Jaurès (Place)               |                 |                                                                 |
| Jean Moulin (Rue)                 |                 | ex rue de Libercourt, nommée route du bois sur certaines cartes |
| Jean Racine (Rue)                 |                 |                                                                 |
| Jean-Honoré Fragonard (Rue)       |                 |                                                                 |
| Jean-Paul Marat (Rue)             |                 |                                                                 |
| Joseph-Legrand (Rue)              |                 | Ancien maire ; député                                           |
| Jules Ferry (Rue)                 |                 | ex rue des Jardins (1911) Photo sur flickr                      |
| Jules Guesde (Place)              |                 |                                                                 |
| Jules Vallès (Rue)                |                 |                                                                 |
| Justice (Boulevard de la Vieille) |                 |                                                                 |

- Haut – A
- B
- C
- D
- E
- F
- G
- H
- I
- J
- K
- L
- M
- N
- O
- P
- Q
- R
- S
- T
- U
- V
- W
- X
- Y
- Z

## L
| Nom                             | Lien Google map | Observations                                                      |
| ------------------------------- | --------------- | ----------------------------------------------------------------- |
| La Napoule (Rue de)             |                 |                                                                   |
| Lens (Route de) D917            |                 |                                                                   |
| Léon-Delfosse (Rue)             |                 | "Tiot Léon" administrateur de Charbonnages de France et des HBNPC |
| Léon Gambetta (Place)           |                 |                                                                   |
| Lessart à Epinoy (Chemin rural) |                 |                                                                   |
| Libercourt (Chemin rural de)    |                 |                                                                   |
| Lieutenant-Giard (Rue)          |                 |                                                                   |
| Lilas (Rue des)                 |                 |                                                                   |
| Loriots (Rue des)               |                 |                                                                   |
| Louis Joseph Gay-Lussac (Rue)   |                 |                                                                   |
| Louis Pasteur (Rue)             |                 | ex rue de la maladrerie                                           |
| Louise Michel (Rue)             |                 |                                                                   |

- Haut – A
- B
- C
- D
- E
- F
- G
- H
- I
- J
- K
- L
- M
- N
- O
- P
- Q
- R
- S
- T
- U
- V
- W
- X
- Y
- Z

## M
| Nom                             | Lien Google map              | Observations             |
| ------------------------------- | ---------------------------- | ------------------------ |
| Maladrerie (Chemin de la)       |                              |                          |
| Marais (Rue du)                 |                              | Photo sur flickr         |
| Marcel Cabiddu (Rue)            |                              |                          |
| Maréchal Foch (Impasse du)      |                              |                          |
| MaréchalFoch (Rue du)           |                              | ex rue de Lille          |
| Maréchal Joffre (Rue du)        |                              | ex rue Bombert           |
| Martinets (Rue des)             |                              |                          |
| Mascara (Rue de)                |                              |                          |
| Maurice Allais (Rue)            | 50° 28′ 25″ N, 50° 28′ 25″ E |                          |
| Maurice Ravel (Rue)             |                              |                          |
| Maximilien de Robespierre (Rue) |                              |                          |
| Merles (Rue des)                |                              |                          |
| Mésanges (Rue des)              |                              |                          |
| Meurchin (Route de) D 165       |                              | ancien Chemin des postes |
| Millionnaires (Chemin des)      |                              |                          |
| Mineurs de Buqueux (Chemin des) |                              |                          |
| Mitan (Chemin du)               |                              |                          |
| Mitan des Queux (Chemin du)     |                              |                          |
| Molière (Rue)                   |                              |                          |
| Montaigne (Avenue)              |                              |                          |
| Montant (Chemin)                |                              |                          |
| Montesquieu (Rue)               |                              |                          |
| Mont Palette (Chemin du)        |                              |                          |
| Mont Solau (Chemin du)          |                              |                          |
| Morin (Impasse)                 |                              |                          |
| Mostaganem (Rue de)             |                              |                          |
| Mouettes (Rue des)              |                              |                          |
| Moulin (Chemin du)              |                              |                          |
| Mulets (Chemin des)             |                              |                          |

- Haut – A
- B
- C
- D
- E
- F
- G
- H
- I
- J
- K
- L
- M
- N
- O
- P
- Q
- R
- S
- T
- U
- V
- W
- X
- Y
- Z

## N
| Nom                    | Lien Google map | Observations |
| ---------------------- | --------------- | ------------ |
| Nationale (Route) D917 |                 |              |
| Nonettes (Chemin des)  |                 |              |

- Haut – A
- B
- C
- D
- E
- F
- G
- H
- I
- J
- K
- L
- M
- N
- O
- P
- Q
- R
- S
- T
- U
- V
- W
- X
- Y
- Z

## O
| Nom                      | Lien Google map | Observations      |
| ------------------------ | --------------- | ----------------- |
| Oignies (Route d') D 160 |                 | ex chemin Brulart |
| Oiseaux (Rue des)        |                 |                   |
| Oloron (Rue d')          |                 |                   |
| Onze novembre (Rue du)   |                 |                   |
| Oran (Rue d')            |                 |                   |
| Orléansville (Rue d')    |                 |                   |

- Haut – A
- B
- C
- D
- E
- F
- G
- H
- I
- J
- K
- L
- M
- N
- O
- P
- Q
- R
- S
- T
- U
- V
- W
- X
- Y
- Z

## P
| Nom                        | Lien Google map | Observations             |
| -------------------------- | --------------- | ------------------------ |
| Pablo Neruda (Rue)         |                 |                          |
| Pablo Picasso (Rue)        |                 |                          |
| Palmeraie (Rue de la)      |                 |                          |
| Papillons (Rue des)        |                 |                          |
| Paul Éluard (Impasse)      |                 |                          |
| Paul Éluard (Rue)          |                 |                          |
| Paul Verlaine (Rue)        |                 |                          |
| Peine (Rue de la)          |                 |                          |
| Perdu d'Annœullin (Chemin) |                 |                          |
| Perpignan (Rue de)         |                 |                          |
| Petits chiens (Ruelle des) |                 |                          |
| Philippeville (Rue de)     |                 |                          |
| Pierre Corneille (Rue)     |                 |                          |
| Pierre-Simon Laplace (Rue) |                 |                          |
| Pierre Ronsard (Rue)       |                 |                          |
| Pinsons (Rue des)          |                 |                          |
| Plaine (Ruelle de la)      |                 |                          |
| Pont de Grès (Rue du)      |                 |                          |
| Pont des Pits (Chemin)     |                 |                          |
| Postes (Chemin des)        |                 |                          |
| Prades (Rue de)            |                 |                          |
| Préaux (Chemin des)        |                 |                          |
| Progrès (Rue du)           |                 | anciennement rue Carlier |
| Provin (Route de)          |                 |                          |
| Provin (Rue de)            |                 |                          |
| Puits (Rue du)             |                 |                          |

- Haut – A
- B
- C
- D
- E
- F
- G
- H
- I
- J
- K
- L
- M
- N
- O
- P
- Q
- R
- S
- T
- U
- V
- W
- X
- Y
- Z

## R
| Nom                       | Lien Google map | Observations                                                  |
| ------------------------- | --------------- | ------------------------------------------------------------- |
| Raoul-Briquet (Rue)       |                 | Député ; rue Badit puis rue Basile et Célestin Jonnart (1919) |
| René Descartes (Rue)      |                 |                                                               |
| République (Avenue de la) |                 |                                                               |
| Romain Rolland (Rue)      |                 |                                                               |
| Ronchois (Chemin du)      |                 |                                                               |
| Rossignols (Rue des)      |                 |                                                               |
| Rouges-Gorges (Rue des)   |                 |                                                               |

- Haut – A
- B
- C
- D
- E
- F
- G
- H
- I
- J
- K
- L
- M
- N
- O
- P
- Q
- R
- S
- T
- U
- V
- W
- X
- Y
- Z

## S
| Nom                       | Lien Google map | Observations |
| ------------------------- | --------------- | --- |
| Sainte Barbe (Hameau)     |                 | |
| Saint-Druon (Rue)         |                 | ex rue Arthur Dieudonné |
| Saint-Jean (Chemin)       |                 | |
| Saint-Paul (Rue)          |                 | Anciennement rue de Narvik |
| Sainte-Catherine (Ruelle) |                 | |
| Salvador Allende (Rue)    |                 | anciennement rue du Moulin, puis rue de Lille                                                                                 |
| Séraphin-Cordier (Rue)    |                 | Syndicaliste, Adjoint au maire 12/12/1864 - 6/07/1913 anciennement rue de "Quevillon" puis "Cuvillon" ensuite rue d'Annœullin |
| Sétif (Rue de)            |                 | |
| Simon (Rue)               |                 | |
| Stendhal (Rue)            |                 | |

| Nom                   | Lien Google map | Observations                                                                                        |
| --------------------- | --------------- | --------------------------------------------------------------------------------------------------- |
| Uriane-Sorriaux (Rue) |                 | Député Né le 12/07/1859 décédé le 26/07/1918 ;anciennement rue du Sac puis rue de Courrières (1920) |

- Haut – A
- B
- C
- D
- E
- F
- G
- H
- I
- J
- K
- L
- M
- N
- O
- P
- Q
- R
- S
- T
- U
- V
- W
- X
- Y
- Z

## T
| Nom                              | Lien Google map | Observations                     |
| -------------------------------- | --------------- | -------------------------------- |
| Tarbes (Rue de)                  |                 |                                  |
| Terril de la fosse 4 (Chemin du) |                 |                                  |
| Thibaut (Rue)                    |                 |                                  |
| Tilleuls (Rue des)               |                 |                                  |
| Tilloy (Rue du)                  |                 | Nom d'un lieu planté de tilleuls |
| Tlemcen (Rue de)                 |                 |                                  |
| Tour d'horloge (Rue du)          |                 |                                  |
| Troènes (Rue des)                |                 |                                  |

- Haut – A
- B
- C
- D
- E
- F
- G
- H
- I
- J
- K
- L
- M
- N
- O
- P
- Q
- R
- S
- T
- U
- V
- W
- X
- Y
- Z

## V
| Nom                            | Lien Google map | Observations              |
| ------------------------------ | --------------- | ------------------------- |
| Val Saint Jean (Chemin de)     |                 |                           |
| Vermetz (Rue du)               |                 | ex rue des Juifs          |
| Vermetz (Rue prolongée du)     |                 |                           |
| Vert (Chemin)                  |                 |                           |
| Vert galant (Rue du)           |                 |                           |
| Victor Hugo (Rue)              |                 | ancien chemin de la Frête |
| Vieux Château (Rue du) D 165   |                 |                           |
| Vieux Château (Chemin latéral) |                 |                           |
| Vieux Grand Chemin             |                 |                           |
| Voltaire (Rue)                 |                 |                           |

- Haut – A
- B
- C
- D
- E
- F
- G
- H
- I
- J
- K
- L
- M
- N
- O
- P
- Q
- R
- S
- T
- U
- V
- W
- X
- Y
- Z

## W
| Nom                | Lien Google map | Observations |
| ------------------ | --------------- | ------------ |
| Wacheux (Rue)      |                 |              |
| Willerval (Chemin) |                 |              |
| Wilmot (Impasse)   |                 |              |